# Muzy
Muzy é uma comuna francesa na região administrativa da Normandia, no departamento de Eure. Estende-se por uma área de 9,16 km². Em 2010 a comuna tinha 806 habitantes (densidade: 88 hab./km²).